# Lynn Carlin
Mary Lynn Carlin (de soltera Reynolds ) es una ex actriz estadounidense. 
Es conocida por su papel debut en la película Faces (1968), por la que fue nominada a un Premio Oscar.

## Biografía
Nació en Los Ángeles , hija de la socialité Muriel Elizabeth (de soltera Ansley) y Laurence 'Larry' Reynolds. Su padre era gerente de negocios de Hollywood y su madre trabajaba en la radio. Creció en Long Beach.
Carlin, una secretaria convertida en actriz, obtuvo su única nominación al Premio Oscar en 1968 por su primer papel, como la esposa suicida de John Marley , María, en Faces de John Cassavetes (1968). 
Ella es la primera no profesional en ser nominada a un premio de la Academia.

## Premios y nominaciones
| Año  | Premio                           | Categoría               | Trabajo    | Resultado |
| ---- | -------------------------------- | ----------------------- | ---------- | --------- |
| 1969 | National Society of Film Critics | Mejor Actriz            | Faces      | Nominada  |
| 1969 | Premios Oscar                    | Mejor Actriz de Reparto | Faces      | Nominada  |
| 1972 | British Academy Film Awards      | Mejor Actriz            | Taking Off | Nominada  |